# يوهان مور
يوهان مور (بالألمانية: Johann Mohr)‏ هو رجل غواصة وجندي ألماني، ولد في 12 يونيو 1916 في هانوفر في ألمانيا، وتوفي في 2 أبريل 1943 في المحيط الأطلسي بسبب قذيفة أعماق.